# Блэйдз, Эндрю
Эндрю Томас Блэйдз (англ. Andrew Thomas Blades, родился 4 июня 1967 в Сиднее) — австралийский регбист и регбийный тренер, чемпион мира 1999 года, действующий тренер нападающих в сборной Австралии. Брат регбиста Кэмерона Блэйдза.

## Биография

### Клубная карьера
Выпускник средней школы Киллара и технического университета Куринггай. В молодости выступал за любительские команды «Гордон Сидней» и «Саут Брисбэйн», в профессиональном регби с 1992 года. Представлял в Супер Регби с 1992 по 1999 годы преимущественно команду «Уаратаз», один сезон сыграв в 1995 году за «Квинсленд Редс». На турнирах провинций представлял команду Нового Южного Уэльса.

### Карьера в сборной
В 1996 году дебютировал в сборной в ноябре в матче против Шотландии. Сыграл 32 игры, выступал на чемпионате мира 1999 года, и его последняя игра стала победной же для сборной Австралии: в финале чемпионата мира Австралия выиграла у Франции и завоевала свой первый титул чемпиона мира.

### Карьера тренера
С 2000 года Блэйдз работает тренером: он был ассистентом в австралийской команде «Брамбиз» и английской команде «Ньюкасл Фалконс», помогая Робу Эндрю в сборной Австралии с 2004 по 2006 годы. В сборную Австралии, известную как «Уоллабиз», Эндрю вернулся в 2012 году после отставки Патрисио Норьеги.